# Спотсільванія (Вірджинія)
Спотсільванія (англ. Spotsylvania Courthouse) — переписна місцевість (CDP) в США, в окрузі Спотсильванія штату Вірджинія. Населення — 5610 осіб (2020).

## Географія
Спотсільванія розташована за координатами 38°11′52″ пн. ш. 77°35′16″ зх. д. / 38.19778° пн. ш. 77.58778° зх. д. (38.197896, -77.587909).  За даними Бюро перепису населення США в 2010 році переписна місцевість мала площу 27,25 км², з яких 27,00 км² — суходіл та 0,25 км² — водойми.

## Демографія
Згідно з переписом 2010 року, у переписній місцевості мешкало 4239 осіб у 1451 домогосподарстві у складі 1138 родин. Густота населення становила 156 осіб/км².  Було 1525 помешкань (56/км²).
Расовий склад населення:
| - 76,6 % — білих - 14,8 % — чорних або афроамериканців - 1,3 % — азіатів - 0,3 % — корінних американців - 2,9 % — осіб інших рас |

До двох чи більше рас належало 4,1 %. Частка іспаномовних становила 5,6 % від усіх жителів.
За віковим діапазоном населення розподілялося таким чином: 27,6 % — особи молодші 18 років, 63,0 % — особи у віці 18—64 років, 9,4 % — особи у віці 65 років та старші. Медіана віку мешканця становила 36,7 року. На 100 осіб жіночої статі у переписній місцевості припадало 99,3 чоловіків;  на 100 жінок у віці від 18 років та старших — 94,1 чоловіків також старших 18 років.
Середній дохід на одне домашнє господарство  становив 84 431 долар США (медіана — 70 203), а середній дохід на одну сім'ю — 89 589 доларів (медіана — 81 875). За межею бідності перебувало 11,2 % осіб, у тому числі 15,1 % дітей у віці до 18 років та 5,4 % осіб у віці 65 років та старших.
Цивільне працевлаштоване населення становило 1850 осіб. Основні галузі зайнятості: освіта, охорона здоров'я та соціальна допомога — 18,0 %, будівництво — 12,4 %, мистецтво, розваги та відпочинок — 12,2 %.